# مايكل أنطوني (مؤلف)
مايكل أنطوني (بالإنجليزية: Michael Anthony) (10 فبراير 1932)؛ مؤرخ، كاتب وروائي ترينيدادي.